# Komunistyczna Partia Polski (1965-1996)
De Communistische Partij van Polen (Pools: Komunistyczna Partia Polski, KPP) was een illegale communistische partij in Polen, die vanaf 1966 vooral vanuit Albanië en China opereerde.
De KPP werd op 4 december 1965 opgericht op initiatief van Kazimierz Mijal, voormalig burgemeester van Łódź, kabinetschef van de stalinistische leider Bolesław Bierut en in de jaren 1950-1957 minister in de regeringen van Bierut en Cyrankiewicz. Hij en zijn mede-initiatiefnemers waren allen voormalige ministers en politbureauleden, die tot de zgn. Natolin-fractie (het "beton" van de PZPR) hadden behoord en door de nieuwe partijleider Władysław Gomułka op een zijspoor waren gerangeerd.
De KPP werkte in de illegaliteit, maar is nooit erg actief geweest en was tegen het begin van de jaren zeventig door de geheime dienst opgerold. Mijal zelf kwam steeds meer onder invloed te staan van het maoïsme en vertrok in 1966 op een vals paspoort naar Albanië, alwaar hij bij Radio Tirana Poolstalige radiozendingen ging verzorgen waarin hij het maoïstische socialisme verkondigde. Vanuit de Albanese ambassade gaf hij als "secretaris-generaal van de KPP" leiding aan zijn partij. Na een conflict met de Albanese leider Enver Hoxha vertrok hij in 1978 naar China, dat hij als het laatste bastion van het communisme beschouwde. In 1983 keerde hij clandestien terug naar Polen met de bedoeling de KPP te reactiveren, en werd in 1984 voor enkele maanden gearresteerd. De KPP heeft formeel nog tot 1996 bestaan, maar nooit een rol van enige betekenis gespeeld en grotendeels een slapend bestaan geleid. Mijal zelf overleed in 2010 op 99-jarige leeftijd.